# 영천 거조사 영산전
영천 거조사 영산전(永川 居祖寺 靈山殿)은 경상북도 영천시 거조사에 있는, 고려 시대에 지어진 불교 건축물이다. 1962년 12월 20일 대한민국의 국보 제14호로 지정되었다.

## 거조사 정보
영산전이 있는 거조사는 신라 효성왕 2년 원참조사에 의해 창건되었다. 혹은 경덕왕 때 건립되었다고도 한다. 이후, 은해사의 말사로 편입되면서 거조암이라 불리기도 했다.
하지만 2021년 3월 23일 문화재청이 다시 거조암을 거조사로 명칭을 바꾸기로 했다.
거조사는 팔공산 동쪽 기슭에 위치하며, 아미타불이 항상 머문다는 뜻으로 붙여진 이름이다.

## 영산전의 특징
영산전은 거조사의 본전이다. 옛날에는 현존하는 유일한 신라시대 건물로 알려지기도 했으나, 해체 보수할 때 발견된 묵서명에서 1375년(고려 우왕 원년) 8월 20일에 건립되었다고 밝혀졌다.
이후 영산전은 여러 차례 고쳐 지어졌다고 한다. 안에 526분의 각기 다른 표정의 석조 나한상을 모시고 있다.

## 영산전의 건축 기법
영산전(靈山殿)은 전체 모양은 불규칙하게 채석된 장대석과 잡석으로 축조된 높은 기단위에 선 길죽한 형태이다. 
소박하고 간결한 주심포계 형식으로 정면 7칸, 측면 3칸, 5량 구조의 맞배집으로 공포, 보의 단면, 솟을합장, 포대공 등에서 일부 고식을 볼 수 있다. 형태 및 구성 기법에 있어서는 조각수법으로 보아 조선 초기에 고쳐 지으면서 많은 부분이 변형된 것으로 보인다.
가구(架構)는 간결한 수법으로 되어 측면 중앙 칸을 형성하는 두 고주(高柱)와 그 앞뒤의 평주(平柱)에는 뚜렷한 배흘림이 있다. 고주와 평주는 퇴보로 연결되어 평주 위의 공포에 의하여 퇴보 안 끝이 받쳐져 이것이 주심도리(柱心道里)를 받게 되고 출목(出目)으로 된 첨차는 퇴보 끝을 받으면서 외목도리(外目道里)를 받쳤다. 
고주머리에는 뜬 창방(昌枋)을 돌리며 기둥 뒤에는 주두(柱頭)를 두고 포작으로 대들보 끝을 받고 끝은 중도리를 받쳤다. 대들보 중앙에는 키가 큰 제형(梯形)의 부재(不在) 위에 2중으로 된 포작을 올려 마루도리를 받치게 하였다. 마루도리는 내반(內反)된 소슬합장으로 받쳐 지고 천장가구(天障架構)는 없이 연등천장으로 되었다. 
이 건물의 세부를 보면 주두나 소누(小累)가 다포집과 같은 형태로 된 것 이외는 주심포 양식의 초기적인 형태를 나타내는 중요한 가구이다. 평 주위에 놓인 공포 형태와 마루도리 위에 놓인 일종의 포대공(包臺工) 형태는 이 건물의 특징적인 양식이다. 첨차 밑에 겹쳐 헛초공으로 이 첨차를 받쳐 키가 큰 첨차처럼 되어 있는 것은 출목 첨차의 길이가 보통 보다 길게 나와 이를 보강하는 것으로 특이한 처리 방법이라 할 수 있다. 
또 대들보 중앙에 놓여 일종의 포대공으로 된 마루대공은 높직한 제형주(梯形柱) 위에 2중으로 된 포작이 있다. 아래 포작의 첨차는 퇴보 끝 보머리를 거꾸로 한 것 같은 형태이고 위쪽 포작의 첨차는 역제형(逆梯形)의 판장(板狀)이다.

## 사진

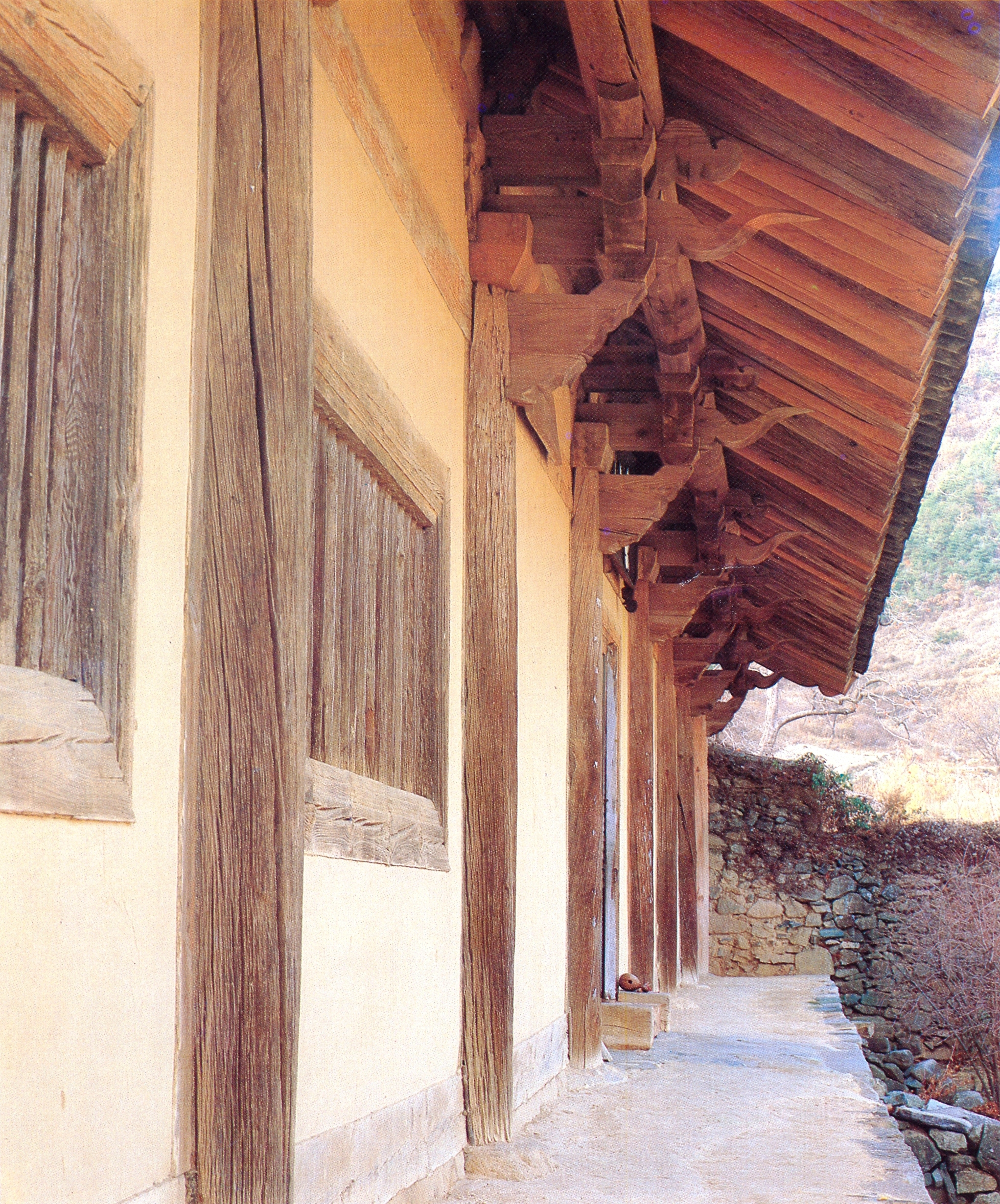
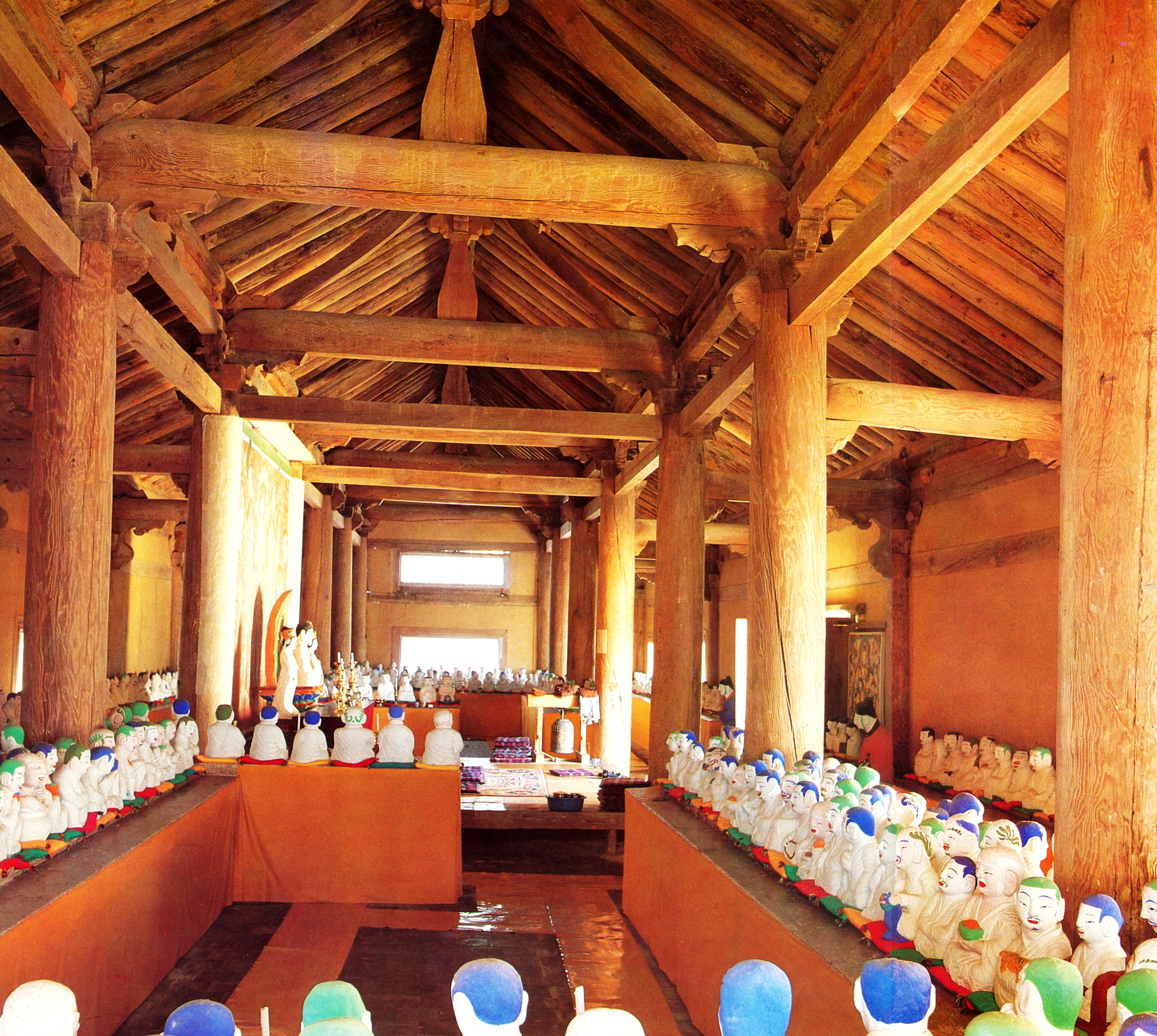
내부
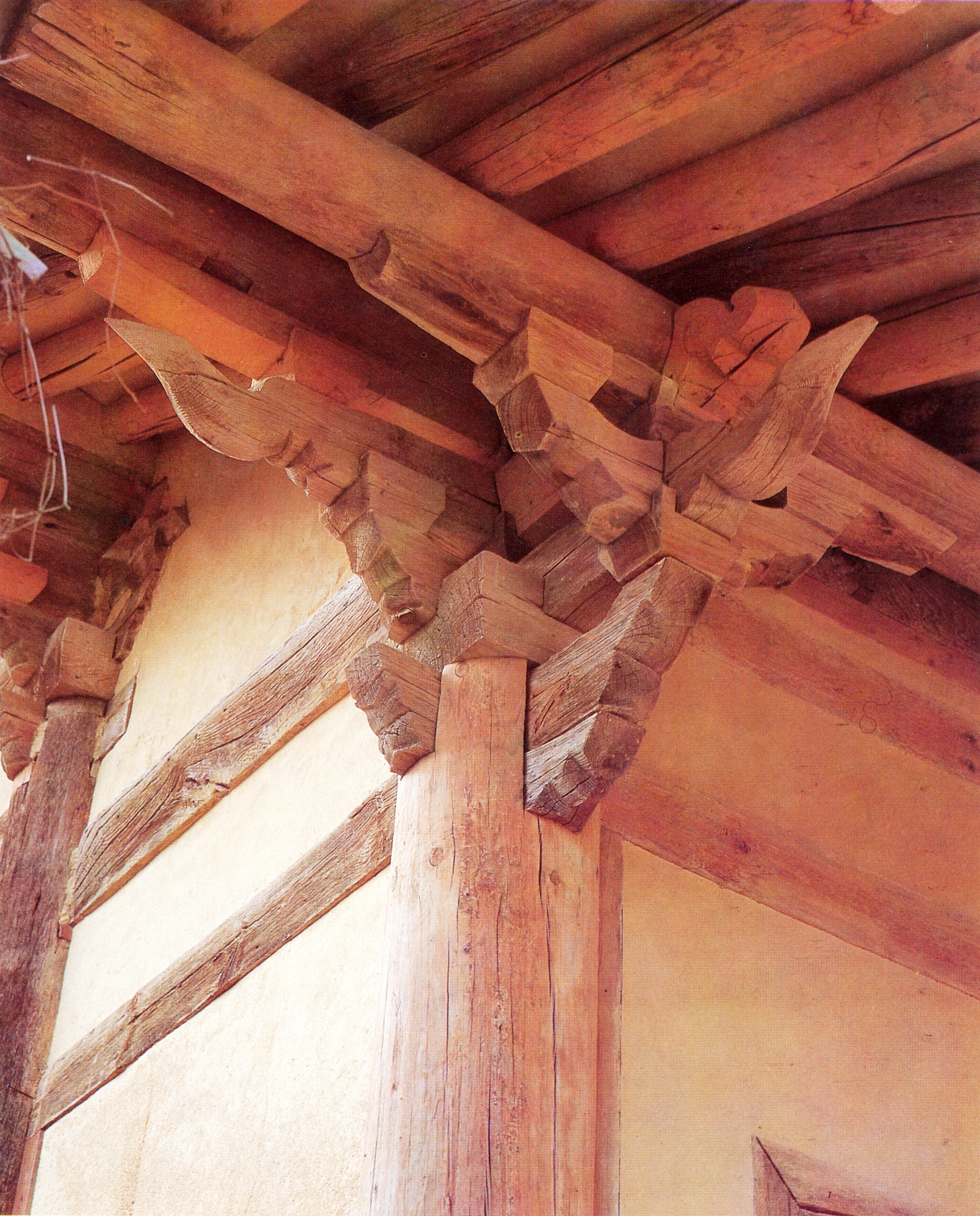